# Martanae Tudertinorum
Martanae Tudertinorum (łac. Dioecesis Martanaënsis) – stolica historycznej diecezji w Italii istniejącej w pierwszych wiekach. 
Współczesne miasto Massa Martana w prowincji Perugia we Włoszech. Obecnie katolickie biskupstwo tytularne ustanowione w 1966 przez papieża Pawła VI.

## Biskupi tytularni
| Lp. | Biskup                    | Funkcja                                                         | Od                | Do                  |
| --- | ------------------------- | --------------------------------------------------------------- | ----------------- | ------------------- |
| 1   | Roberto Carniello         | biskup pomocniczy Concordii biskup pomocniczy Volterry (Włochy) | 2 kwietnia 1967   | 7 października 1975 |
| 2   | Alejandro Jiménez Lafeble | biskup pomocniczy Talca (Chile)                                 | 21 listopada 1975 | 12 grudnia 1983     |
| 3   | Pier Giacomo De Nicolò    | nuncjusz apostolski                                             | 14 sierpnia 1984  | 3 kwietnia 2021     |
| 4   | Visvaldas Kulbokas        | nuncjusz apostolski                                             | 15 czerwca 2021   |                     |